# 키스카섬

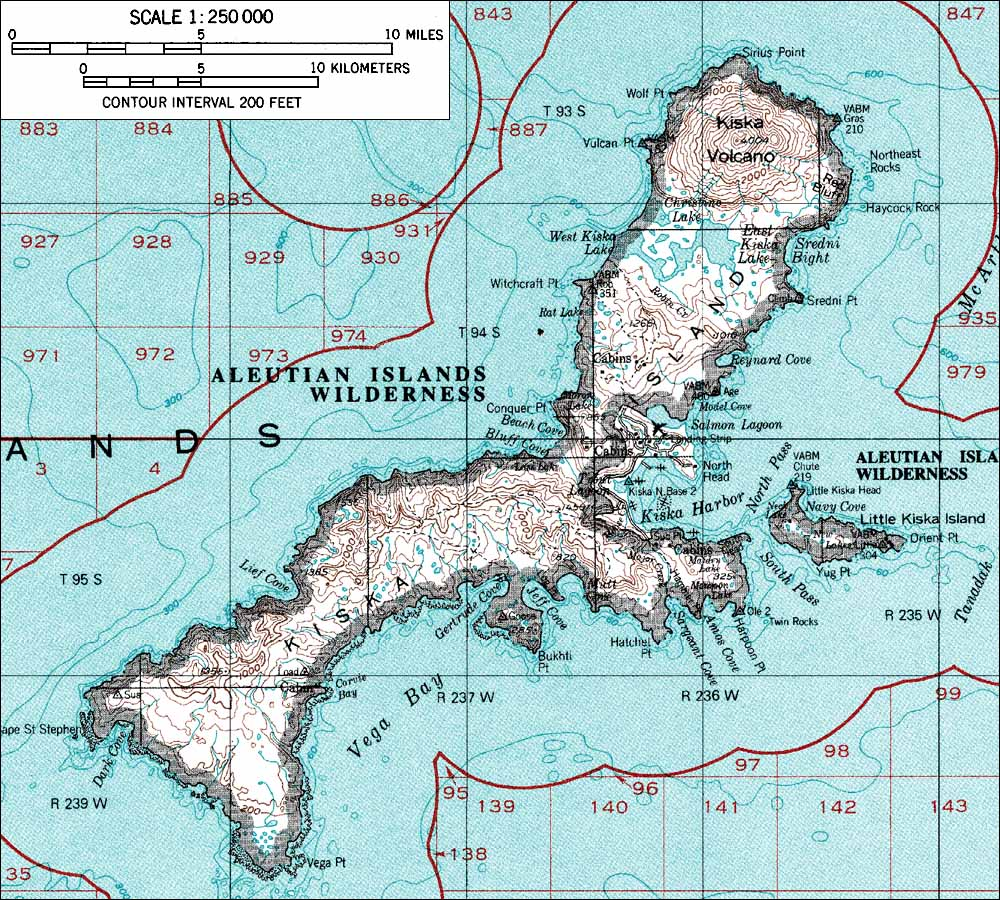
지도. (2004년)

키스카섬(Kiska)은 알류샨 열도(미국 알래스카주) 서부에 위치한 섬이다. 태평양 전쟁 중이던 1942년부터 일본군이 점령하던 기간 동안은 나루카미섬(일본어: 鳴神島)이라 불렸다.
환태평양 조산대 부근에 있는 화산섬으로, 중앙의 키스카 화산은 성층 화산이다. 가장 늦은 분화는 1962년에 있었다.